# Cheval-Blanc
Cheval-Blanc este o comună în departamentul Vaucluse din sud-estul Franței. În 2009 avea o populație de 4.163 de locuitori.

## Evoluția populației
| An        | 1975  | 1982  | 1990  | 1999  | 2006  | 2009  |
| --------- | ----- | ----- | ----- | ----- | ----- | ----- |
| Populație | 2.029 | 2.372 | 3.032 | 3.524 | 3.981 | 4.163 |